# Abel Nahmias
Abel Nahmias, né le 18 octobre 1969 à Paris, est un producteur français, exerçant notamment via les sociétés Echo Films et Saj Productions.

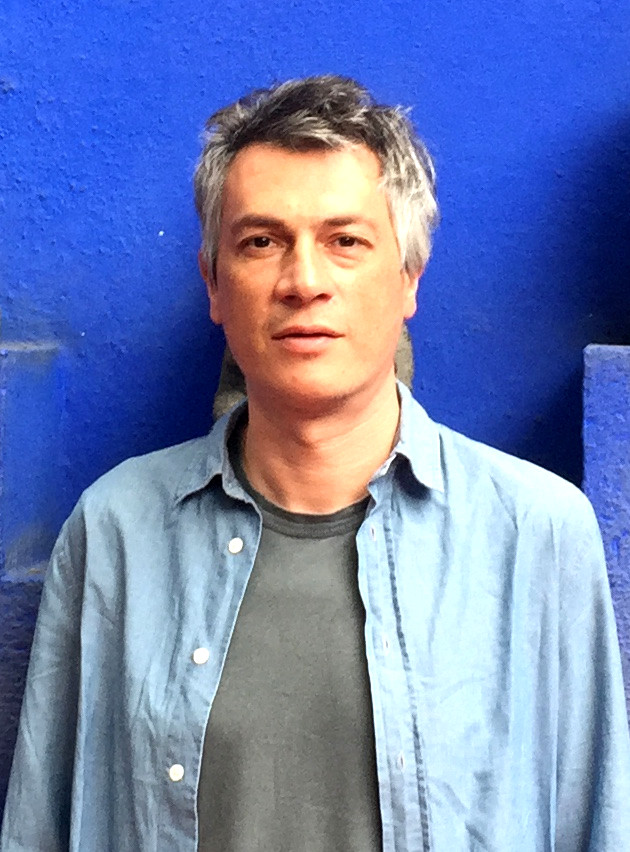
Abel Nahmias en 2015.

Il est le fils d'Olympe Versini et d'Albert Nahmias.

## Biographie

### Une carrière de producteur de cinéma
À partir de 1994, Abel Nahmias gravit les échelons de l'industrie cinématographique au sein de la société française Pathé. Il constitue le catalogue de films d'animation japonais de Pathé, qui comprend des titres de Mamoru Oshii, voire Katsuhiro Ôtomo. Il crée sa propre société de production en 2002, en association avec Pathé, et produit 2 films à succès : La Beuze en 2002 et Les 11 Commandements en 2003.
Suivent Incontrôlable de Raffy Shart en 2005, Cinéman (2008) de Yann Moix, Blood: The Last Vampire (2009) de Chris Nahon et 20 ans d'écart (2013) de David Moreau.

### Du cinéma aux salles de spectacle parisiennes
En 2009, Abel Nahmias et Julien Labrousse acquièrent une scène mythique de Paris, le théâtre Le Trianon, boulevard de Rochechouart. Après la restauration de ce haut lieu de la scène musicale française, ils acquièrent également l'Élysée Montmartre en 2014, pour redonner vie à cette scène parisienne renommée qui avait été ravagée par un incendie en 2011.

## Filmographie

### En tant que producteur
- 2003 : La Beuze de François Desagnat et Thomas Sorriaux
- 2004 : Les Onze Commandements de François Desagnat et Thomas Sorriaux
- 2006 : Incontrôlable de Raffy Shart
- 2006 : Vivre c'est mieux que mourir de Pascal Chaumeil (court-métrage)
- 2009 : Blood: The Last Vampire de Chris Nahon (coproducteur)
- 2009 : Cinéman de Yann Moix
- 2013 : 20 ans d'écart de David Moreau
- 2017 : Seuls de David Moreau
- 2017 : Bad Buzz de Stéphane Kazandjian
- 2019 : Paris Stalingrad de Hind Meddeb et Thim Naccache

### En tant qu'acteur
- 2002 : Une femme de ménage de Claude Berri : le voisin